# Zygmunt Chmieleński
Zygmunt Adam Chmieleński a. Chmieliński (ur. 21 grudnia 1833 w Warszawie, zm. 23 grudnia 1863 w Radomiu) – powstaniec styczniowy, naczelnik wojenny województwa krakowskiego w 1863 roku, brat Ignacego Chmieleńskiego.

## Życiorys
Był synem Jana Nepomucena Chmieleńskiego (generała wojsk rosyjskich) i Julii z domu Tyborowskiej. Po zgonie ojca został oddany do Aleksandryjskiego Korpusu Kadetów dla sierot po wojskowych w Petersburgu, po skończeniu którego ukończył tamtejszą Nikołajewską Akademię Sztabu Generalnego. Służył jako porucznik artylerii armii carskiej w Warszawie. Sytuacja w Polsce w 1861 roku wywołała w nim uczucia patriotyczne. Złożył wniosek o dymisję, a gdy jej nie dostał, zbiegł z Królestwa Polskiego do Francji, a później do Włoch. Za granicą pracował jako wykładowca w szkołach wojskowych w Genui i Cuneo.
We Włoszech brał udział w formowaniu Polskiej Szkoły Wojskowej. Na wieść o wybuchu powstania styczniowego próbował przedostać się do Polski. Został aresztowany przez Austriaków w Ołomuńcu.
Po ucieczce z więzienia przedostał się do Krakowa, gdzie został mianowany na kapitana. Brał udział w formowaniu oddziału kawalerii, na którego czele udał się do Klimontowa w powiecie miechowskim, gdzie wstąpił do oddziałów Kazimierza Bończy-Błaszczyńskiego. Zebrawszy jeszcze kilka oddziałów, jako ich dowódca 6 lipca 1863 roku rozbił dwie roty rosyjskie. Dowodził w potyczkach pod Rudnikami (28 lipca), Obiechowem, Białą, Olesznem i Nieznanowicami. W sierpniu został mianowany majorem, a na początku września – pułkownikiem i naczelnikiem wojsk województwa krakowskiego. 30 września stoczył bitwę pod Mełchowem, 20 października pod Oksą. Po bitwie koło Jeziorka został mianowany przez generała Józefa Hauke-Bosaka jego szefem sztabu. Wśród żołnierzy Zygmunta Chmieleńskiego był Adam Chmielowski, później uznany malarz i tercjarz franciszkański.
Zygmunt Chmieleński dowodził wojskami powstańczymi w bitwach pod Skalbmierzem, Złotym Potokiem, Koniecpolem, Opatowem (25 listopada), Ociesękami (28 listopada) i Bodzechowem. Podczas tej ostatniej 16 grudnia 1863 roku w starciu z pułkiem smoleńskim dowodzonym przez Ksawerego Czangery'ego, Chmieleński został ciężko ranny i pojmany przez oddział Kozaków. Odstawiony do Radomia został wyrokiem sądu wojskowego skazany na śmierć i rozstrzelany 23 grudnia 1863 roku w jednym z dwóch radomskich miejsc kaźni za koszarami pułku mohylewskiego. Sąd wydał w jego przypadku wyrok podwójny. Jeden za dezercję z 1862 (degradacja i dziesięć lat katorgi) i drugi za udział w powstaniu (śmierć przez rozstrzelanie). Grób został zrównany z ziemią przez zaborcę.